# Nephrurus asper
Nephrurus asper är en ödleart som beskrevs av  Günther 1876. Nephrurus asper ingår i släktet Nephrurus och familjen geckoödlor. Inga underarter finns listade i Catalogue of Life.